# CD Single Collection
CD Single Collection è un box di CD pubblicato esclusivamente in Giappone nel 1996, contenente 40 singoli della cantautrice statunitense Madonna usciti fra il 1983 e il 1996.

## Lista singoli
| CD | Titolo                                         | Lato B                                           |
| -- | ---------------------------------------------- | ------------------------------------------------ |
| 1  | Burning Up (Edit)                              | Physical Attraction (Edit)                       |
| 2  | Holiday (Edit)                                 | I Know It                                        |
| 3  | Borderline (Edit)                              | Think of Me                                      |
| 4  | Lucky Star                                     | Everybody                                        |
| 5  | Like a Virgin                                  | Stay                                             |
| 6  | Material Girl                                  | Pretender                                        |
| 7  | Angel (Fade)                                   | Angel (Dance Mix Edit)                           |
| 8  | Into the Groove                                | Physical Attraction (Edit)                       |
| 9  | Dress You Up                                   | Shoo-Bee-Doo                                     |
| 10 | Love Don't Live Here Anymore                   | Over and Over                                    |
| 11 | Live to Tell (Edit)                            | Live to Tell (Instrumental)                      |
| 12 | Papa Don't Preach (Edit)                       | Think of Me                                      |
| 13 | True Blue (Fade)                               | Ain't No Big Deal                                |
| 14 | Open Your Heart                                | White Heat                                       |
| 15 | La isla bonita                                 | La isla bonita (Instrumental Edit)               |
| 16 | Who's That Girl                                | White Heat                                       |
| 17 | Causing a Commotion (Silver Screen Single Mix) | Jimmy Jimmy                                      |
| 18 | Spotlight (Single Edit)                        | Where's the Party (Single Edit)                  |
| 19 | The Look of Love                               | I Know It                                        |
| 20 | Like a Prayer (LP Version with Fade)           | Act of Contrition                                |
| 21 | Express Yourself                               | The Look of Love                                 |
| 22 | Cherish (Fade)                                 | Supernatural                                     |
| 23 | Oh Father (Edit)                               | Pray for Spanish Eyes                            |
| 24 | Keep It Together (Single Remix)                | Keep It Together (Instrumental)                  |
| 25 | Vogue (Single Version)                         | Vogue (Bette Davis Dub)                          |
| 26 | Hanky Panky                                    | More                                             |
| 27 | Justify My Love                                | Express Yourself                                 |
| 28 | Rescue Me (Single Mix)                         | Rescue Me (Alternate Single Mix)                 |
| 29 | This Used to Be My Playground (Single Version) | This Used to Be My Playground (The Long Version) |
| 30 | Erotica                                        | Erotica (Instrumental)                           |
| 31 | Deeper and Deeper (Edit)                       | Deeper and Deeper (Instrumental)                 |
| 32 | Bad Girl (Edit)                                | Fever                                            |
| 33 | Bye Bye Baby                                   | Rain (Radio Remix)                               |
| 34 | I'll Remember                                  | Secret Garden                                    |
| 35 | Secret                                         | Secret (Instrumental)                            |
| 36 | Take a Bow                                     | Take a Bow (InDaSoul Mix)                        |
| 37 | Human Nature (Radio Version)                   | La isla bonita                                   |
| 38 | Crazy for You                                  | Gambler                                          |
| 39 | You'll See (Edit)                              | Rain                                             |
| 39 | You'll See (Edit)                              | You'll See (Instrumental)                        |
| 40 | One More Chance                                | You'll See (Spanglish Version)                   |
| 40 | One More Chance                                | You'll See (Spanish Version)                     |